# 標靶中心
標靶中心（也译作塔吉特中心）是一座位於美国明尼蘇達州明尼阿波利斯的室內體育館，由塔吉特（Target）公司冠名贊助。1990年10月13日啟用。體育館現為國家籃球協會（NBA）明尼蘇達灰狼隊與國家女子籃球聯盟（WNBA）明尼蘇達山貓的主場。

## 历史

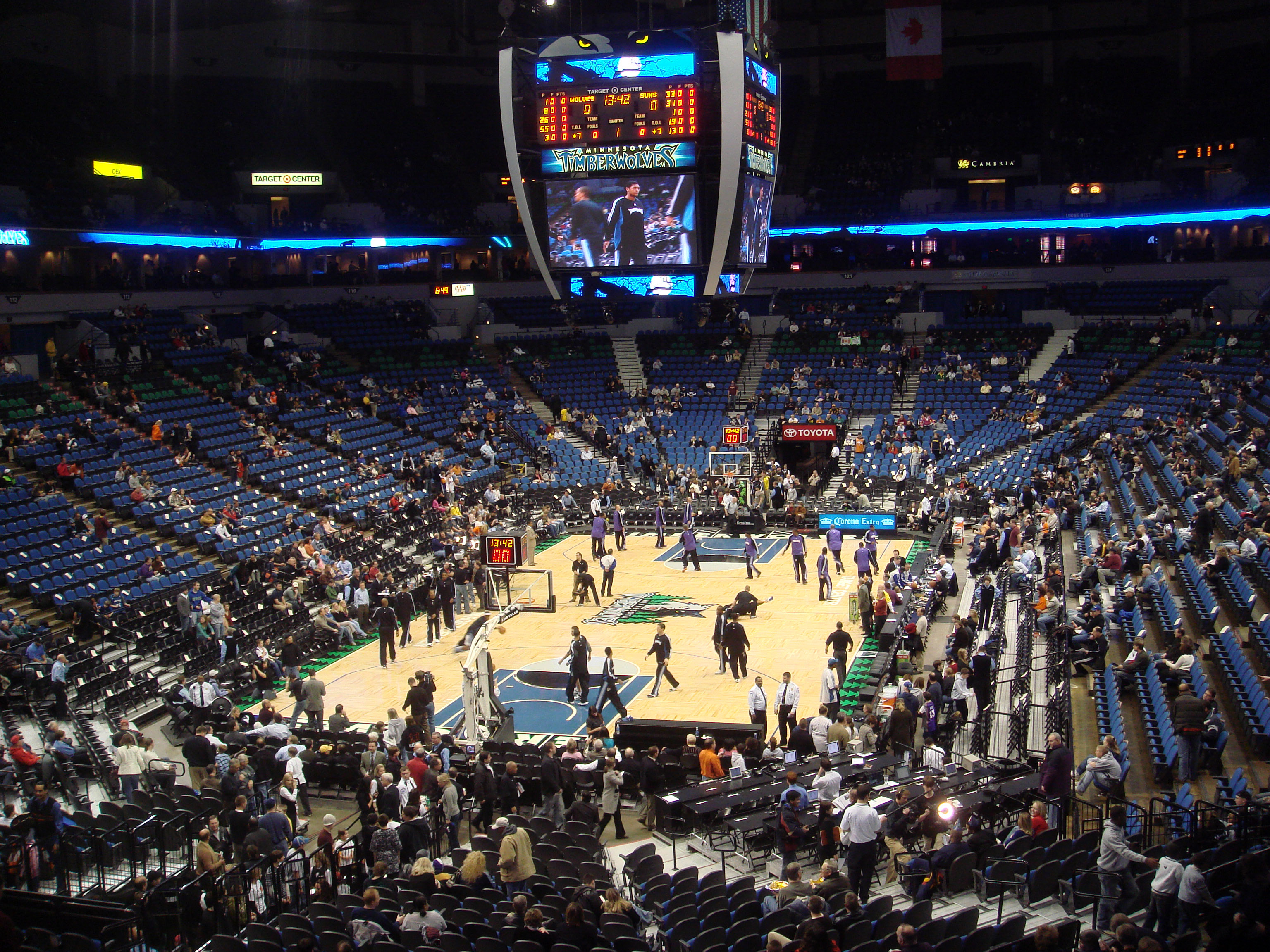
球場內部

1987年，明尼阿波利斯获准成立NBA球队。同年，双城大都会委员会投票批准在明尼阿波利斯市中心建造专业篮球馆，由明尼苏达森林狼老板马夫·沃尔芬森 （Marv Wolfenson）和哈维·拉特纳（Harvey Ratner）出资建造并拥有 。1990年8月，球馆得到了塔吉特（Target）公司冠名赞助，命名为“标靶中心”（Target Center，也有译作“塔吉特中心”
）。1990年10月，球馆投入运营。1990年11月2日，球馆迎来了首场比赛，为明尼苏达森林狼对阵達拉斯獨行俠，这是森林狼在其第二个NBA赛季的揭幕战。
之后森林狼老板想要出售球队并让森林狼搬去其他城市。为了避免失去球队，1994年明尼阿波利斯市买下了标靶中心，而明尼苏达的亿万富翁格伦·泰勒买下了球队。WNBA球队明尼苏达山猫成立后，从其首个赛季（1999年）起也使用该球馆作为主场。2010年，标靶中心旁边建成了棒球场——標靶球場（Target Field），用作MLB球队明尼苏达双城的新主场。
由于该球馆最初是由私人老板投资建造的，当时只找了本地设计师，在设计上存在不少问题，例如内部空间狭小、看台分布不合理等。此外该场馆当时在NBA中也算是高龄场馆了，其内部设施缺乏现代化更新。2011年2月，森林狼队和市政府联合宣布将投入1.55亿美元大规模翻修标靶中心。2017年，球馆完成了翻新，共耗资1.45亿美元，升级了卫生间、座椅、记分牌和音响，新设立贵宾包厢，还有球馆一角设置了一个有三层玻璃外墙的区域，此次翻修使得球馆延寿20年。

## 外部連結
- （英文）標靶中心官方網站 （页面存档备份，存于）